# داود عبد الله
داوود عبد الله (بالإنجليزية: Daud Abdullah)‏ -ديفيد ميلز سابقا- هو نائب الأمين العام للمجلس الإسلامي البريطاني. مواليد 1955 في جزيرة غرينادا
وعضو مجلس إدارة مركز العودة الفلسطيني في لندن واستاذ التاريخ بجامعة لندن المفتوحة. مواليد جزيرة غرينادا اعتنق الإسلام عام 1975 وهو في سن العشرين عاما وكان مسيحيا يساريا وقام بتغيير اسمه من ديفيد ميلز إلى داوود عبد الله. ارتبط بحركات السود التي انتشرت في الامريكتين خلال سبعينيات القرن العشرين الميلادي والتي كانت تبحث عن جذورها وكان ذلك أحد أسباب إسلامه لاكتشافهان اصوله إسلامية. يرى ان من أهم أسباب إسلامه أيضا ان «الإسلام دين شامل كنظام حياة يتكون من نظم سياسية واقتصادية وثقافية وطقوس دينية كل هذه موجودة في الإسلام».[بحاجة لمصدر]
يرى ان فهمه للإسلام اقرب للتيارات الوسطية والمعتدلة التي تأثر بكتبها خاصة من مصر وباكستان. سافر إلى غيانا لتلقى تعليمه العالي في جامعة جيانا في أمريكا الجنوبية ثم حصل على منحة من الندوة العالمية للشباب الإسلامي لاستكمال دراسته العليا بجامعة الرياض –جامعة الملك سعود بعد ذلك –حيث درس اللغة العربية في معهد لغير الناطقين بها ثم حصل على الدكتوراة في التاريخ برسالة عنوانها «التنافس الإمبريالي على وادي النيل الأزرق» في جامعة الخرطوم. له نشاط بارز في مجال حقوق الإنسان وتدخل في وساطات للإفراج عن رهائن بريطانيين في العراق ويحظى باحترام كبير لدى الجالية الإسلامية في بريطانيا.[بحاجة لمصدر]
عمل أستاذا للتاريخ في جامعة بيركبك بلندن

## مؤلفاته
- تاريخ المقاومة الفلسطينية، دار الأقصى، ليستر، 2005
- قانون العودة الإسرائيلي وأثره على النضال في فلسطين، مركز العودة الفلسطيني، لندن، 2004.[1]
- التطرف السياسي الإسلامي - منظور أوروبي، إدنبره، مطبعة جامعة ادنبره، 2007
- How the Zionist Colonization of Palestine Radicalized British Muslims in T. Abbas (ed.) كيف استعمر الاستعمار الصهيوني لفلسطين المسلمين البريطانيين